# Aeropuerto Internacional Las Américas
El Aeropuerto Internacional Las Américas oficialmente Aeropuerto Internacional de Las Américas Dr. José Francisco Peña Gómez (AILA) (IATA: SDQ, OACI: MDSD) es un aeropuerto internacional ubicado en Punta Caucedo, cerca de Santo Domingo y Boca Chica (La Caleta) en la República Dominicana. El aeropuerto está administrado por Aeropuertos Dominicanos Siglo XXI (Aerodom), una corporación privada con sede en la República Dominicana, bajo una concesión de 25 años para construir, operar y transferir (BOT) seis de los aeropuertos del país. Las Américas suele recibir una amplia variedad de aviones de larga, media y corta distancia. El otro aeropuerto de Santo Domingo, Aeropuerto Internacional La Isabela, es mucho más pequeño y sólo lo utilizan aviones más pequeños.
El aeropuerto es el segundo más transitado del país, después del Aeropuerto Internacional de Punta Cana, y uno de los más grandes del Caribe, con 3,5 millones de pasajeros en 2015. También es el centro de carga más activo del Caribe y Centroamérica, con 355.000.000 de libras de carga transportadas en 2019.

## Historia
El primer aeropuerto con el que contó la ciudad de Santo Domingo fue el de Miraflores en la década de los años 30. Posteriormente para el Centenario de La Independencia Nacional en 1944 se inauguró el Aeropuerto General Andrews, el mismo estaba ubicado a escasos kilómetros de lo que en aquel entonces era el centro de la ciudad (donde hoy funciona el Centro Olímpico Juan Pablo Duarte), ocasionando un problema de seguridad. En la década de 1950 Rafael Leónidas Trujillo buscó la ayuda de urbanistas italianos y franceses y comenzó la construcción de un nuevo, gigantesco y moderno Aeropuerto a las afueras de la ciudad de Santo Domingo. La construcción de la misma a principios de la década del 50 se originó por la caída de un avión carguero en el farallón al norte de la avenida Pedro Henríquez Ureña en el patio de la residencia de Marina Trujillo, entre la Ave. Tiradentes y la Abraham Lincoln.
En 1955, el dictador ordenó oficialmente la construcción de un nuevo aeropuerto situado en la península de Punta Caucedo, a varios kilómetros al este de la ciudad. La construcción de la actual terminal se inició en 1956 y su puesta en servicio fue en 1958, siendo inaugurada oficialmente el 10 de noviembre de 1959. Esa terminal de pasajeros inaugurada por Trujillo es la actual terminal de carga situada al norte de la actual. 
Posteriormente en 1969 el gobierno del Dr. Joaquín Balaguer inauguró lo que se conoce hoy como terminal vieja, diseñada por el arquitecto Fred Goico. En 1992 para el Quinto Centenario del Descubrimiento de América, el mismo Dr. Joaquín Balaguer en su gobierno de 10 años, inauguró la nueva terminal y el satélite que posteriormente fueron ensanchados por la compañía privada que regentea el aeropuerto actualmente, haciendo un conjunto .

## Nombres
A lo largo de su historia, el principal Aeropuerto de la República Dominicana ha recibido diversos nombres.
- Mediante el Decreto 5311 de 1959, se denominó a la terminal con el nombre de "Aeropuerto Internacional de Punta Caucedo"; posteriormente 10 días después el nombre fue cambiado por el de "Aeropuerto Internacional General Trujillo" (CTJ), en homenaje al Generalísimo. El 25 de noviembre de 1961, tras la muerte del dictador, el aeropuerto volvió a su nombre original, Punta Caucedo y debido a que el código IATA SDO estaba reservado para vuelos de viajes cortos: Short Distant Operations, Ramón Mena Moya, operario de Pan Am, sugirió en honor a las raíces indígenas de la isla: SDQ (Santo Domingo Quisqueya). Pan American World Airways (Pan Am) fue la primera aerolínea internacional para establecer vuelos regulares a Santo Domingo.

- Luego de la Guerra Civil de 1965 y las Elecciones presidenciales de 1966, el gobierno de 12 años del Dr. Joaquín Balaguer al inaugurar una nueva terminal en 1969 cambió nuevamente el nombre por el que iba a ser reconocido definitivamente: Aeropuerto Internacional Las Américas, denominación que fue aprobada por medio de la Ley 389 de 18 de diciembre de 1968.

- El 20 de mayo de 1998, la Cámara de Diputados, aprobó un proyecto de ley mediante el cual se designaba a la terminal como "Aeropuerto Internacional José Francisco Peña Gómez" en homenaje al fallecido líder político dominicano quien había muerto a principios de ese mes. El Dr. Peña Gómez fue el líder del Partido Revolucionario Dominicano (PRD) desde los años 60 y era conocido por ser uno de los políticos más influyentes de la República Dominicana debido a sus importantes contactos internacionales. Dicho proyecto también fue sancionado positivamente en el Senado de la República, por lo que la medida entró en vigor poco tiempo después.

Luego el Gobierno de Hipólito Mejía promulgó la ley 139-03 que nombró a la terminal como "Aeropuerto Internacional de Las Américas Dr. José Francisco Peña Gómez", que es con el que se le conoce hoy en día

## Ubicación
El Aeropuerto Internacional Las Américas (AILA) se encuentra ubicado en Punta Caucedo; a 15 minutos aproximadamente del nuevo Puerto Multimodal; a unos 20 minutos de la ciudad capital, Santo Domingo de Guzmán; a 10 minutos de la playa de Boca Chica; a 25 minutos de la playa Juan Dolio y a 40 minutos de la ciudad de San Pedro de Macorís. Está ubicado en una excelente zona tanto marítima como terrestre y aérea.

## Datos de las pistas

### Pista principal 17/35
- Altitud: 18 m
- Longitud: 3,355 m
- Ancho: 60 m

### Pista alterna y/o taxiway 18/36
- Altitud: 18 m
- Longitud: 2,991 m
- Ancho: 45 m

### Otros datos del aeropuerto
- Puentes de embarque: 6 en la terminal A, 4 en la terminal B,
- Posiciones de rampa: 5
- Terminales: 2
- Posiciones para estacionamiento de carga aérea: 13

La pista de aterrizaje estuvo desde mediados de 2007 sujeta a una profunda reconstrucción. En ese lapso de tiempo se reacondicionó el taxiway para que sirviera como pista provisional y así no afectar las operaciones de la terminal aérea más importante de República Dominicana.
La pista fue reinaugurada el 11 de febrero de 2009, convirtiéndose el AILA en uno de los pocos aeropuertos de la región capaz de recibir con toda comodidad los Airbus A380. Está calificada como la mejor de todo el Caribe.

## Instalaciones y Servicios

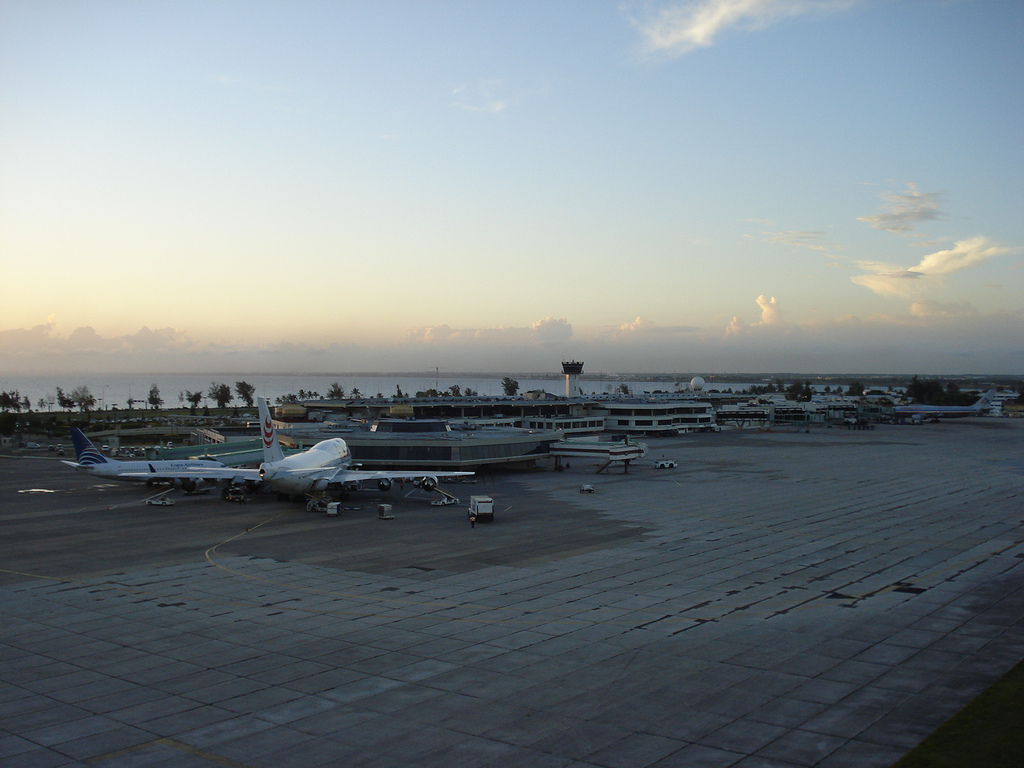
Vista del lado aire del aeropuerto.

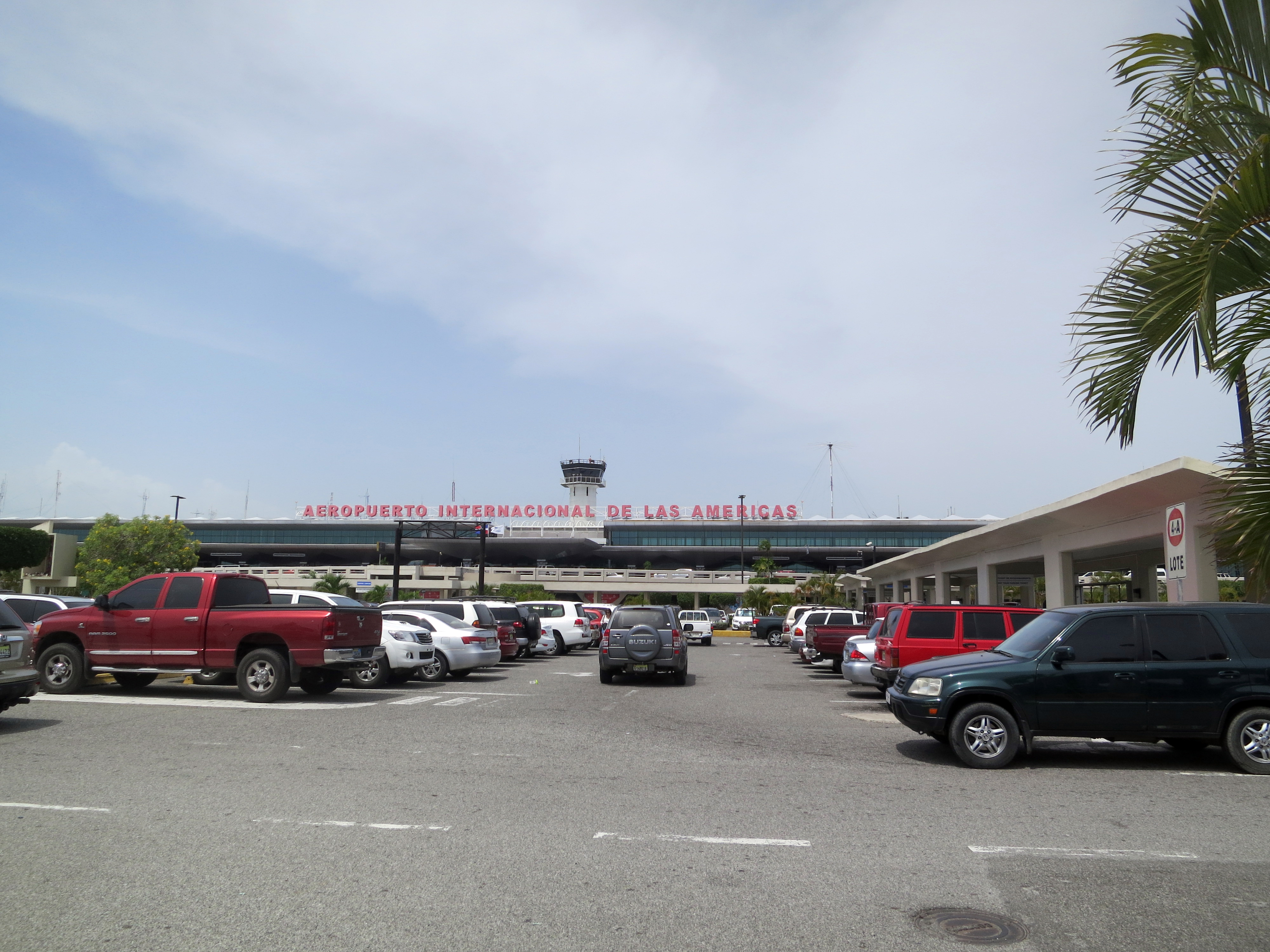
Vista del lado tierra del aeropuerto.

El aeropuerto Internacional de las Américas destaca por su modernidad y servicio. En el 2012, el AILA, obtuvo el primer lugar en la categoría Best Improvement: Latin America-Caribbean del premio Airport Service Quality (ASQ) 2012 que otorga Airports Council International (ACI). Entre los servicios ofrecidos se encuentran: 
- Mostradores de información.
- Pantalla de información de vuelos.
- Servicios bancarios: cajeros automáticos.
- Estaciones de Internet y señal de Internet WI-FI.
- Salón vip.
- Servicios de telefonía pública.
- Servicios de protección de equipaje.
- Áreas destinadas a servicios de comida y bebida.
- Baños familiares y para minusválidos.
- Tiendas de venta al detalle.
- Carritos gratuitos para equipaje.
- Tiendas de zona franca.
- Agencias de alquiler de vehículos.
- Área de juego para niños.
- Estacionamiento.
- Transporte terrestre (un taxi al centro de la capital ronda los 1000 pesos dominicanos).
- Señal para equipos de telefonía móvil.
- Cambios de divisas.

La nueva terminal Norte fue completada a finales del 2006. Es la terminal más moderna de todos los aeropuertos del país y una de las mejores en el área del Caribe. Ofrece servicio de Internet inalámbrico WI-FI gratuito en toda su área, entre otros muchos otros servicios. Esta nueva terminal es capaz de acomodar seis Boeing 747 simultáneamente, o dos A380 en la terminal norte. A un costo de alrededor de 125 millones de dólares, se espera que esta nueva terminal, que posee también una grandiosa decoración con motivos típicos dominicanos, convierta a este aeropuerto en uno de los más concurridos en América Latina.
La terminal Sur (la primera y obviamente más antigua), tiene una infraestructura, equipos de seguridad y de registro de pasajeros en excelentes condiciones, y posee todos los servicios que pudiera ofrecer cualquier otro aeropuerto en el mundo. Ahora el aeropuerto tiene capacidad de manejar alrededor de 4.1 millones de pasajeros al año.

## Acceso

### Terrestre
Se accede por vía de la Autopista Las Américas desde cualquier punto del territorio nacional.

### Marítimo
El acceso marítimo está prohibido pues no está preparado para dichas operaciones multimodales, para esto, kilómetros adelante se encuentra el Megapuerto Multimodal de la Punta de Caucedo

## Aerolíneas y destinos

### Pasajeros
| Aerolíneas             | Destinos |
| ---------------------- | --- |
| Aeroméxico             | Ciudad de México |
| Aeroméxico Connect     | Ciudad de México |
| Air Antilles           | Pointe-à-Pitre |
| Air Caraïbes           | París-Orly, Pointe-à-Pitre |
| Air Europa             | Madrid |
| American Airlines      | Filadelfia (inicia el 18 de diciembre de 2025), Miami |
| Arajet                 | Aruba, Bogotá, Boston (inicia el 20 de noviembre de 2025), Buenos Aires -Ezeiza (reinicia el 12 de diciembre de 2025)Cancún, Cartagena, Ciudad de Guatemala, Ciudad de México–AIFA, Curazao, Kingston–Norman Manley, Lima, Medellín–JMC, Miami, Newark, San José (CR), San Juan, San Martín |
| Avianca                | Bogotá |
| Condor                 | Fráncfort |
| Copa Airlines          | Ciudad de Panamá–Tocumen |
| Delta Air Lines        | Atlanta, Nueva York–JFK |
| Frontier Airlines      | Filadelfia, San Juan, Tampa |
| Iberia                 | Madrid |
| InterCaribbean Airways | Anguila, Dominica–Douglas-Charles, Providenciales, Tórtola |
| JetBlue Airways        | Boston, Fort Lauderdale, Nueva York–JFK, Orlando, San Juan Estacional: Newark |
| Sky High               | Anguila, Antigua, Aruba, Bonaire, Cayena, Curazao, Fort-de-France, Georgetown–Cheddi Jagan, Kingston–Norman Manley, Miami, Pointe-à-Pitre, Puerto Príncipe, San Cristóbal y Nieves, San Martín, Santa Cruz, Santo Tomás, San Juan, San Salvador, Tórtola                                    |
| Spirit Airlines        | Fort Lauderdale, Orlando |
| Sunrise Airways        | Antigua, Puerto Príncipe, Tórtola |
| United Airlines        | Newark |
| Wingo                  | Bogotá, Medellín–JMC |
| World2fly              | Madrid |

### Carga
| Aerolíneas             | Destinos                    |
| ---------------------- | --------------------------- |
| Amerijet International | Barbados, Miami, Punta Cana |
| FedEx Express          | Aguadilla                   |
| UPS Airlines           | Louisville, Miami           |

### Destinos internacionales

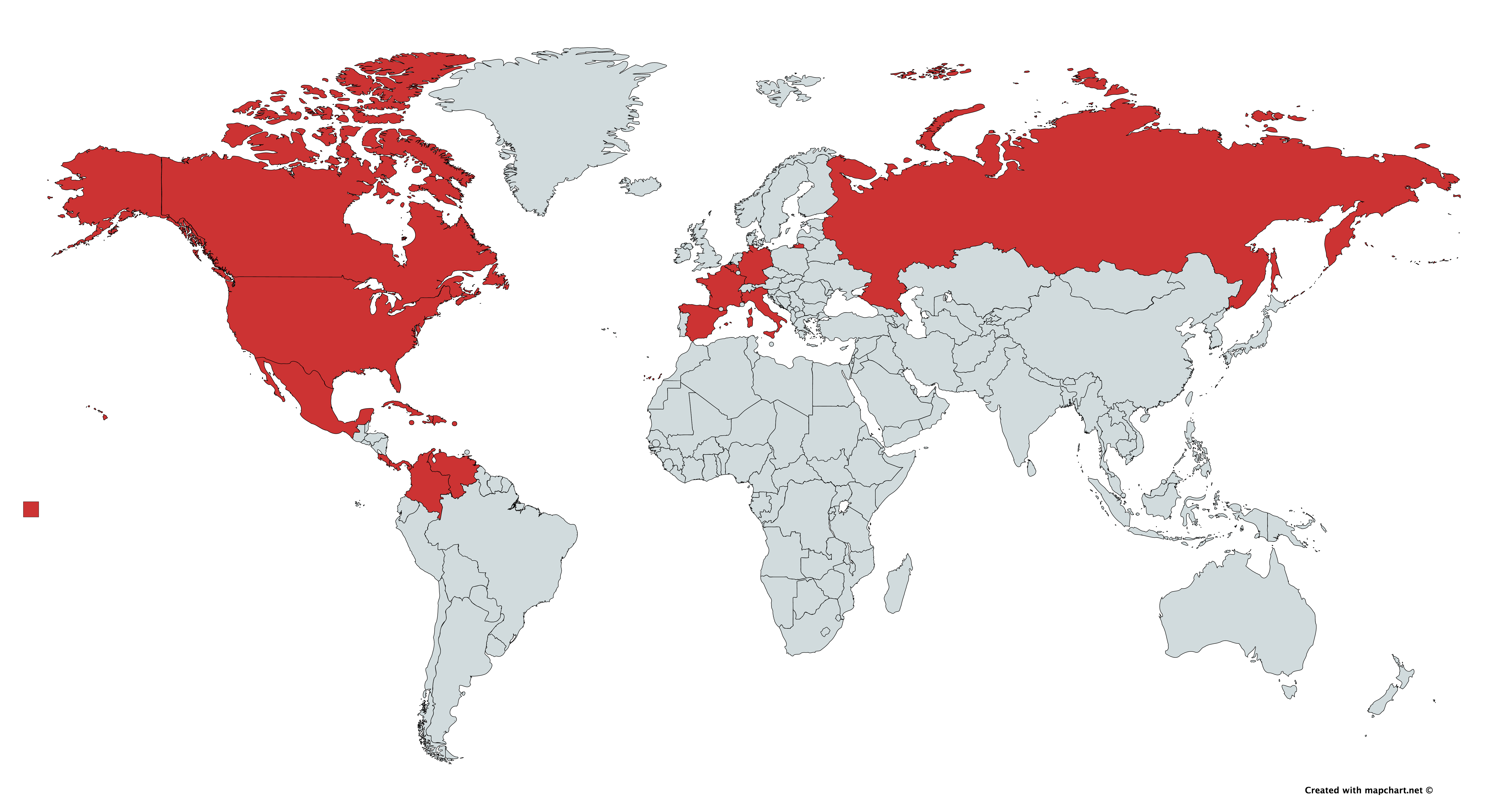
Países atendidos por vuelos hacia y desde Santo Domingo (SDQ) incluyendo destinos estacionales y futuros.

Se brinda servicio a 43 ciudades extranjeras, a cargo de 21 aerolíneas.
| Ciudades por países                                            | Nombre del aeropuerto                                 | Aerolíneas                                                                |              |              |              |
| Norteamérica                                                   | Norteamérica                                          | Norteamérica                                                              | Norteamérica | Norteamérica | Norteamérica |
| -------------------------------------------------------------- | ----------------------------------------------------- | ------------------------------------------------------------------------- | ------------ | ------------ | ------------ |
| Estados Unidos (9 destinos, 9 aerolíneas)                      |                                                       |                                                                           |              |              |              |
| Atlanta                                                        | Aeropuerto Internacional Hartsfield-Jackson           | Delta Air Lines                                                           |              |              |              |
| Boston                                                         | Aeropuerto Internacional Logan                        | Arajet (inicia el 20 de noviembre de 2025) / JetBlue Airways              |              |              |              |
| Filadelfia                                                     | Aeropuerto Internacional de Filadelfia                | American Airlines (inicia el 18 de diciembre de 2025) / Frontier Airlines |              |              |              |
| Fort Lauderdale                                                | Aeropuerto Internacional de Fort Lauderdale-Hollywood | JetBlue Airways / Spirit Airlines                                         |              |              |              |
| Miami                                                          | Aeropuerto Internacional de Miami                     | American Airlines / Arajet / Sky High                                     |              |              |              |
| Newark                                                         | Aeropuerto Internacional Libertad de Newark           | Arajet / JetBlue Airways (Estacional)/ United Airlines                    |              |              |              |
| Nueva York                                                     | Aeropuerto Internacional John F. Kennedy              | Delta Air Lines / JetBlue Airways                                         |              |              |              |
| Orlando                                                        | Aeropuerto Internacional de Orlando                   | JetBlue Airways / Spirit Airlines                                         |              |              |              |
| Tampa                                                          | Aeropuerto Internacional de Tampa                     | Frontier Airlines                                                         |              |              |              |
| México (3 destinos, 3 aerolíneas)                              |                                                       |                                                                           |              |              |              |
| Cancún                                                         | Aeropuerto Internacional de Cancún                    | Arajet                                                                    |              |              |              |
| Ciudad de México                                               | Aeropuerto Internacional de la Ciudad de México       | Aeroméxico / Aeroméxico Connect                                           |              |              |              |
| Ciudad de México                                               | Aeropuerto Internacional Felipe Ángeles               | Arajet                                                                    |              |              |              |
| Centroamérica y El Caribe                                      |                                                       |                                                                           |              |              |              |
| Anguila (1 destino, 2 aerolíneas)                              |                                                       |                                                                           |              |              |              |
| Anguila                                                        | Aeropuerto Internacional Clayton J. Lloyd             | InterCaribbean Airways / Sky High                                         |              |              |              |
| Antigua y Barbuda (1 destino, 2 aerolíneas)                    |                                                       |                                                                           |              |              |              |
| Saint John's                                                   | Aeropuerto Internacional V. C. Bird                   | Sky High / Sunrise Airways                                                |              |              |              |
| Aruba (2 destinos, 2 aerolíneas)                               |                                                       |                                                                           |              |              |              |
| Oranjestad                                                     | Aeropuerto Internacional Reina Beatrix                | Arajet / Sky High                                                         |              |              |              |
| Bonaire (1 destino, 1 aerolínea)                               |                                                       |                                                                           |              |              |              |
| Kralendijk                                                     | Aeropuerto Internacional Flamingo                     | Sky High                                                                  |              |              |              |
| Costa Rica (1 destino, 1 aerolínea)                            |                                                       |                                                                           |              |              |              |
| San José                                                       | Aeropuerto Internacional Juan Santamaría              | Arajet                                                                    |              |              |              |
| Curazao (1 destino, 2 aerolíneas)                              |                                                       |                                                                           |              |              |              |
| Willemstad                                                     | Aeropuerto Internacional Hato                         | Arajet / Sky High                                                         |              |              |              |
| Dominica (1 destino, 1 aerolínea)                              |                                                       |                                                                           |              |              |              |
| Dominica                                                       | Aeropuerto Douglas–Charles                            | InterCaribbean Airways                                                    |              |              |              |
| El Salvador (1 destino, 1 aerolínea)                           |                                                       |                                                                           |              |              |              |
| San Salvador                                                   | Aeropuerto Internacional de El Salvador               | Sky High                                                                  |              |              |              |
| Guadalupe (1 destino, 3 aerolíneas)                            |                                                       |                                                                           |              |              |              |
| Pointe-à-Pitre                                                 | Aeropuerto Internacional de Pointe-à-Pitre            | Air Antilles Express / Air Caraïbes / Sky High                            |              |              |              |
| Guatemala (1 destino, 1 aerolínea)                             |                                                       |                                                                           |              |              |              |
| Ciudad de Guatemala                                            | Aeropuerto Internacional La Aurora                    | Arajet                                                                    |              |              |              |
| Haití (1 destino, 2 aerolíneas)                                |                                                       |                                                                           |              |              |              |
| Puerto Príncipe                                                | Aeropuerto Internacional Toussaint Louverture         | Sky High / Sunrise Airways                                                |              |              |              |
| Islas Turcas y Caicos (1 destino, 1 aerolínea)                 |                                                       |                                                                           |              |              |              |
| Providenciales                                                 | Aeropuerto Internacional de Providenciales            | InterCaribbean Airways                                                    |              |              |              |
| Islas Vírgenes Británicas (1 destino, 3 aerolíneas             |                                                       |                                                                           |              |              |              |
| Tórtola                                                        | Aeropuerto Internacional Terrance B. Lettsome         | InterCaribbean Airways / Sky High / Sunrise Airways                       |              |              |              |
| Islas Vírgenes de los Estados Unidos (2 destinos, 1 aerolínea) |                                                       |                                                                           |              |              |              |
| Santa Cruz                                                     | Aeropuerto Internacional Henry E. Rohlsen             | Sky High                                                                  |              |              |              |
| Santo Tomás                                                    | Aeropuerto Internacional Cyril E. King                | Sky High                                                                  |              |              |              |
| Jamaica (1 destino, 3 aerolíneas)                              |                                                       |                                                                           |              |              |              |
| Kingston                                                       | Aeropuerto Internacional Norman Manley                | Arajet / Sky High                                                         |              |              |              |
| Martinica (1 destino, 1 aerolínea)                             |                                                       |                                                                           |              |              |              |
| Fort-de-France                                                 | Aeropuerto Internacional de Martinica Aimé Césaire    | Sky High                                                                  |              |              |              |
| Panamá (1 destino, 1 aerolínea)                                |                                                       |                                                                           |              |              |              |
| Ciudad de Panamá                                               | Aeropuerto Internacional de Tocumen                   | Copa Airlines                                                             |              |              |              |
| Puerto Rico (1 destino, 4 aerolíneas)                          |                                                       |                                                                           |              |              |              |
| San Juan                                                       | Aeropuerto Internacional Luis Muñoz Marín             | Arajet / Frontier Airlines / JetBlue Airways / Sky High                   |              |              |              |
| San Cristóbal y Nieves (1 destino, 1 aerolínea)                |                                                       |                                                                           |              |              |              |
| Basseterre                                                     | Aeropuerto Internacional Robert L. Bradshaw           | Sky High                                                                  |              |              |              |
| San Martín (1 destino, 3 aerolíneas)                           |                                                       |                                                                           |              |              |              |
| Philipsburg                                                    | Aeropuerto Internacional Princesa Juliana             | Arajet / Sky High                                                         |              |              |              |
| Sudamérica                                                     |                                                       |                                                                           |              |              |              |
| Argentina (1 destino, 1 aerolínea)                             |                                                       |                                                                           |              |              |              |
| Buenos Aires                                                   | Aeropuerto Internacional Ministro Pistarini           | Arajet (reinicia el 12 de diciembre de 2025)                              |              |              |              |
| Colombia (3 destinos, 3 aerolíneas)                            |                                                       |                                                                           |              |              |              |
| Bogotá                                                         | Aeropuerto Internacional El Dorado                    | Arajet / Avianca / Wingo                                                  |              |              |              |
| Cartagena                                                      | Aeropuerto Internacional Rafael Núñez                 | Arajet                                                                    |              |              |              |
| Medellín                                                       | Aeropuerto Internacional José María Córdova           | Arajet / Wingo                                                            |              |              |              |
| Guyana (1 destino, 1 aerolínea)                                |                                                       |                                                                           |              |              |              |
| Georgetown                                                     | Aeropuerto Internacional Cheddi Jagan                 | Sky High                                                                  |              |              |              |
| Guayana Francesa (1 destino, 1 aerolínea)                      |                                                       |                                                                           |              |              |              |
| Cayena                                                         | Aeropuerto de Cayenne-Rochambeau                      | Sky High                                                                  |              |              |              |
| Perú (1 destino, 1 aerolínea)                                  |                                                       |                                                                           |              |              |              |
| Lima                                                           | Aeropuerto Internacional Jorge Chávez                 | Arajet                                                                    |              |              |              |
| Europa                                                         |                                                       |                                                                           |              |              |              |
| Alemania (1 destino, 1 aerolínea)                              |                                                       |                                                                           |              |              |              |
| Fráncfort                                                      | Aeropuerto de Fráncfort del Meno                      | Condor                                                                    |              |              |              |
| España (1 destino, 3 aerolíneas)                               |                                                       |                                                                           |              |              |              |
| Madrid                                                         | Aeropuerto Adolfo Suárez Madrid-Barajas               | Air Europa / Iberia / World2fly                                           |              |              |              |
| Francia (1 destino, 1 aerolínea)                               |                                                       |                                                                           |              |              |              |
| París                                                          | Aeropuerto de París-Orly                              | Air Caraïbes                                                              |              |              |              |
| Total: 43 destinos, 30 países, 21 aerolíneas.                  |                                                       |                                                                           |              |              |              |

### Destinos suspendidos
Vuelos chárter frecuentes son recibidos desde los aeropuertos: Internacional Lester Bird, en Toronto; Gatwick de Londres, Malpensa de Milán. También ofrecen vuelos chárter frecuentes a Ámsterdam, Mánchester, Montreal y Roma. Actualmente es la mayor estación aérea en cuanto a tamaño territorial y facilidades del país, así como el mayor recibidor de vuelos regulares y de carga, y segundo en llegadas totales de viajeros y aeronaves, detrás del de Punta Cana. La aerolínea que más vuelos opera en el Aeropuerto es American Airlines y su filial American Eagle, seguida por Jetblue, Copa Airlines, PAWA Dominicana, Spirit Airlines, Delta Airlines, United Airlines e Iberia.

## Estadísticas

### Rutas más transitadas
| Número | Ciudad                          | Pasajeros | Aerolínea                          |
| ------ | ------------------------------- | --------- | ---------------------------------- |
| 1      | Nueva York, Estados Unidos      | 989,045   | Delta Air Lines, JetBlue Airways   |
| 2      | Miami, Estados Unidos           | 598,292   | American Airlines, Sky High        |
| 3      | Madrid, España                  | 519,536   | Air Europa, Iberia, World2Fly      |
| 4      | Newark, Estados Unidos          | 465,558   | JetBlue Airways, United Airlines   |
| 5      | Ciudad de Panamá, Panamá        | 406,955   | Copa Airlines                      |
| 6      | San Juan, Puerto Rico           | 291,536   | Frontier Airlines, JetBlue Airways |
| 7      | Bogotá, Colombia                | 286,614   | Arajet, Avianca, Wingo             |
| 8      | Fort Lauderdale, Estados Unidos | 281,953   | JetBlue Airways, Spirit Airlines   |
| 9      | Orlando, Estados Unidos         | 214,744   | JetBlue Airways, Spirit Airlines   |
| 10     | Boston, Estados Unidos          | 205,217   | JetBlue Airways                    |

## Servicios
En enero de 2010, solo el Terminal "B" posee servicio de internet WI-FI, buena señal para telefonía móvil y estaciones fijas de internet. En todas las áreas, los pasajeros tienen a su servicio teléfonos para llamadas internacionales que permiten al usuario comunicarse en cuatro idiomas. 
Operan cadenas de comida, así como tiendas con suvenires típicos dominicanos libres de impuestos. 
A su vez, el Aeropuerto ofrece servicio de renta de vehículos (la mayoría de compañías de renta de autos de Estados Unidos tienen sucursales en la Rep. Dominicana).
Los servicios de registro de pasajeros y equipajes, así como los de migración y aduanas, son excelentes.